# Andy White
Andrew White (27 de julho de 1930 – 9 de novembro de 2015) foi um baterista escocês, originalmente um músico de estúdio.

## Vida
Ele entrou para a lista de "quinto Beatles" como ele é mais conhecido por substituir Ringo Starr na bateria no primeiro single dos Beatles, "Love Me Do". White participou no single relançamento da música, que também apareceu no álbum de estréia da banda no Reino Unido, Please Please Me. Também tocou em "P.S. I Love You", que foi o lado B de "Love Me Do".
White tocou com outros músicos proeminentes e grupos no Reino Unido e Estados Unidos, incluindo Chuck Berry, Billy Fury, Herman's Hermits e Tom Jones. AllMusic chamou White de "um dos bateristas mais ocupados na Inglaterra do final da década de 1950 até meados da década de 1970".